# Saint-Haon-le-Châtel
Saint-Haon-le-Châtel település Franciaországban, Loire megyében. Lakosainak száma 630 fő (2022. január 1.). Saint-Haon-le-Châtel Renaison és Saint-Haon-le-Vieux községekkel határos.

## Népesség
A település népessége az elmúlt években az alábbi módon változott:
| Lakosok száma | 392  | 439  | 535  | 571  | 611  | 622  | 638  | 637  | 636  | 630  |
|               | 1968 | 1982 | 1990 | 2006 | 2013 | 2015 | 2017 | 2019 | 2020 | 2022 |